# John A. Notte
John Anthony Notte Jr. (* 3. Mai 1909 in Providence, Rhode Island; † 7. März 1983 in Pawtucket, Rhode Island) war ein US-amerikanischer Politiker und von 1961 bis 1963 Gouverneur des Bundesstaates Rhode Island.

## Frühe Jahre und politischer Aufstieg
John Notte besuchte bis 1931 das Providence College und dann bis 1932 die Cornell University. Nach einem anschließenden Jurastudium an der Boston University wurde er 1935 als Rechtsanwalt zugelassen. Danach begann er in Providence in diesem Beruf zu arbeiten. 1937 vertrat er diese Stadt juristisch. Während des Zweiten Weltkrieges diente er in der US Navy. Nach dem Krieg wurde er Vorsitzender des Ausschusses, der über Bonuszahlungen an Kriegsveteranen entschied.
Notte wurde Mitglied der Demokratischen Partei. Zwischen 1948 und 1956 arbeitete er im Stab von Theodore F. Green, der damals den Staat Rhode Island im US-Senat vertrat. Nachdem er zum geschäftsführenden Beamten (Secretary of State) gewählt worden war, trat er aus dem Beraterstab des Senators zurück. Bis 1958 übte er dann seine neue Tätigkeit aus. In diesem Jahr wurde er zum Vizegouverneur von Rhode Island gewählt. Damit war er zwischen 1959 und 1961 Stellvertreter von Gouverneur Christopher Del Sesto, gegen den er 1960 bei der Gouverneurswahl kandidierte.

## Gouverneur von Rhode Island
Nachdem Notte die Gouverneurswahlen gewonnen hatte, konnte er sein neues Amt zwischen dem 3. Januar 1961 und dem 1. Januar 1963 ausüben. In seiner Amtszeit wurde in Rhode Island ein Familiengerichtshof eingerichtet. Notte war ursprünglich für die Einführung einer Einkommensteuer, zog aber seine Zustimmung zurück. Er erlaubte nächtliche Pferderennen in Rhode Island.  Diese beiden Punkte verärgerten die Gewerkschaften, die ihm 1962 ihre Unterstützung entzogen. Dadurch unterlag er bei den Gouverneurswahlen gegen John Chafee, den Kandidaten der Republikanischen Partei.
Nach dem Ende seiner Gouverneurszeit wurde Notte wieder als Rechtsanwalt tätig. Im Jahr 1967 scheiterte eine geplante Kandidatur für das US-Repräsentantenhaus in den Vorwahlen seiner Partei. John Notte starb im März 1983. Mit seiner Frau Marie J. Huerth hatte er zwei Kinder.